# Марлен Еспарза
Марлен Еспарза  (англ. Marlen Esparza, нар. 29 липня 1989) —  професійна американська боксерка, олімпійська медалістка 2012, чемпіонка світу (2014), призер чемпіонатів світу і Панамериканських ігор, чемпіонка світу за версіями WBC (2021—2024), WBA (2022—2024) та WBO (2023—2024) у найлегшій вазі.

## Аматорська кар'єра
Вже в 17 років Марлен Еспарза виступила на чемпіонаті світу, де завоювала бронзову нагороду.
На чемпіонаті світу 2012 року програла в чвертьфіналі Жень Цаньцань з Китаю, але отримала олімпійську ліцензію на ігри 2012.

### Виступ на Олімпіаді 2012
У чвертьфіналі Еспарза перемогла Карла Магліокко (Венесуела) — 24-16, але в півфіналі знов програла китаянці Жень Цаньцань — 8-10.
| Олімпіада   | Дисципліна | Місце |
| ----------- | ---------- | ----- |
| Лондон 2012 | 51 кг      | =3    |

На чемпіонаті світу 2014 року виборола золоту нагороду, а на Панамериканських іграх 2015 — срібну в категорії до 51 кг. На чемпіонаті світу 2016 року в легшій ваговій категорії (до 48 кг) завоювала бронзу.

## Професіональна кар'єра
Наприкінці 2016 року вирішила спробувати себе в професійному боксі і підписала угоду з промоутерською компанією Golden Boy Promotions. В 2017—2019 роках провела 7 боїв, у всіх перемогла.
2 листопада 2019 року в бою за титул «тимчасової» чемпіонки світу за версією WBA у найлегшій вазі Марлен Еспарза програла непереможній американці Сенісі Естрада.
19 червня 2021 року одностайним рішенням суддів відібрала титул чемпіонки світу за версією WBC у найлегшій вазі у мексиканки Ібет Самори.
9 квітня 2022 року в об'єднавчому бою з багаторазовою чемпіонкою Наоко Фуджіока (Японія) одностайним рішенням завоювала другий титул чемпіонки світу за версією WBA.
8 липня 2023 року здобула перемогу рішенням більшості в об'єднавчому бою з чемпіонкою WBO Габріелою Аланіс (Аргентина), завоювавши третій титул. Оскільки рішення було спірним, 27 квітня 2024 року Еспарза і Аланіс зустрілися вдруге, і американка втратила свої титули, поступивщись розділеним рішенням.